# Rock Springs (Wyoming)
Rock Springs is een plaats (city) in de Amerikaanse staat Wyoming, en valt bestuurlijk gezien onder Sweetwater County.

## Demografie
Bij de volkstelling in 2000 werd het aantal inwoners vastgesteld op 18.708. In 2006 is het aantal inwoners door het United States Census Bureau geschat op 19.324, een stijging van 616 (3,3%).

## Geografie
Volgens het United States Census Bureau beslaat de plaats een oppervlakte van 47,8 km², geheel bestaande uit land. Rock Springs ligt op ongeveer 2064 m boven zeeniveau. Het ligt 23 km ten noordoosten van het Flaming Gorge Reservoir.

## Plaatsen in de nabije omgeving
De onderstaande figuur toont nabijgelegen plaatsen in een straal van 80 km rond Rock Springs.